# Offerhaus (Adelsgeschlecht)

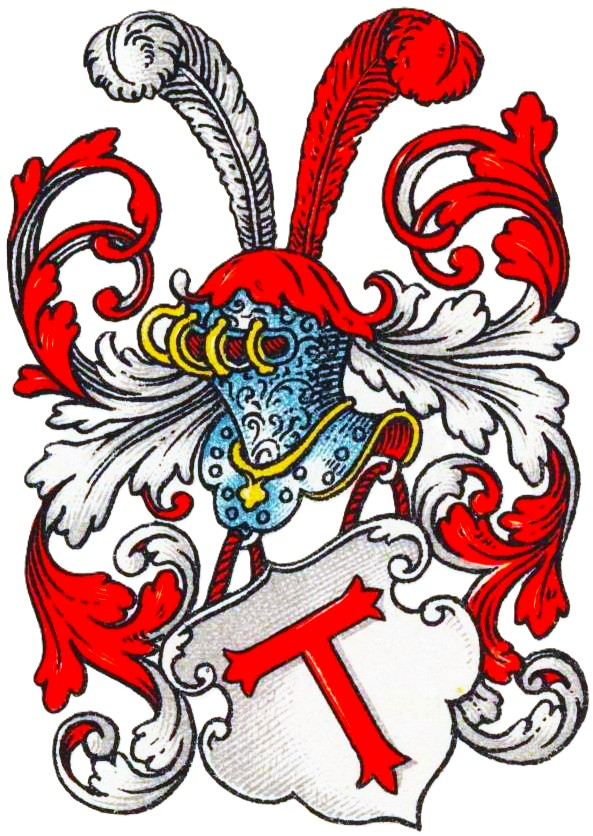
Wappen derer von Offerhaus im Wappenbuch des Westfälischen Adels

Offerhaus ist der Name eines erloschenen westfälischen Patrizier- und Adelsgeschlechts.

## Geschichte
Das Geschlecht stammt ursprünglich aus Velbert. Dort war Peter Offerhaus († ca. 1578) Hofmeier und Lehnsnehmer des Offerhoffs. 1550 und 1551 tritt er auch als Schöffe und Kirchenmeister in Neviges auf. Aus seiner Ehe mit einer Koel stammte Sohn Ludger Offerhaus († 1607), der mit Alheidt Dorren verheiratet war. Ihr Sohn Johann Offerhaus († 1629) wiederum war mit Johanna Gaddums verheiratet. Aus dieser Ehe stammte Leonard Offerhaus († 1698), der Amtsschreiber und Notar in Hamm wurde. Aus seiner Ehe mit Elisabeth Boenen († 1718) entsprangen folgende Kinder:
- Johannes Georg Offerhaus (* ca. 1660)
- Franz Dietrich Offerhaus (* 1662 in Hamm; † 1691 in Soest)
- Johann Offerhaus (1665–1710), promovierter Jurist und Rechtskonsulent, der im Dezember 1691 in Soest einbürgerte
- Engelbertina Offerhaus ⚭ Hermann Daems
- Johanna Elisabeth Offerhaus (* 1670 in Hamm; † 1721 in Hamm) ⚭ Johann Diedrich Engels (1648–1704)
- Christian Gerhard Offerhaus (1674–1758), der später den niederländischen Zweig der Familie begründete, ⚭ 1698 Margarete Heshuysen (1662–1740). Die Eheleute hatten einen Sohn: Leonard Offerhaus (1699–1779), deutscher Historiker in den Niederlanden
- Leonhard Offerhaus († 1703)
- Anna Elisabeth Offerhaus ⚭ Heinrich zur Heiden
- Christina Amelia Offerhaus

Neu-Soester Johann Offerhaus heiratete 1694 Anna Dorothea Jacobi, Tochter des Soester Syndikus und Bürgermeisters Dietrich Jacobi (1624–1707), Schwester des späteren Soester Bürgermeisters Gerhard Friedrich Jacobi (1668–1741) und später Schwägerin des Soester Bürgermeisters Johann Arnold Schwachenberg. Johann Offerhaus war Mitglied der Stalgadum-Gesellschaft und schon 1696 als Großrichtmann vor dem Soester Rat tätig. Anfang des 18. Jahrhunderts saß er dann selbst im Rat. 1706 und 1710 wurde er zum Zisemeister gewählt. Aus der Ehe Offerhaus-Jacobi stammten fünf Kinder: 
- Elisabeth Maria Eleonora Offerhaus (* 1694 in Soest; † 1743 in Soest)
- N. N. Offerhaus (*/† 1695)
- Anna Elisabeth Offerhaus (* 1698 in Soest) ⚭ Johann Ludolf von Roßkampf
- Diedrich Leonhard Offerhaus (* 1700 in Soest; † 1717 in Soest)
- Johann Friedrich Offerhaus (1702–1770) ⚭ Philippine Luise Henriette von Roßkampf

Johanns einziger älter gewordener Sohn, Johann Friedrich Offerhaus (1702–1770) war ab 1727 Mitglied der Stalgadum-Gesellschaft und wurde Ende 1730er Jahre zum Zisemeister gewählt. In den 1740er und 1750er war er vierfacher Soester Bürgermeister. Verheiratet war er seit 1729 mit Philippine Luise Henriette von Roßkampf, Nichte des Soester Bürgermeisters Johann Christoph von Roßkampf. Damit war Schwager des Soester Großrichters Johann Ludolf von Roßkampf, der eine Schwester von Johann Friedrich zur Frau hatte, sowie Schwager des Soester Syndikus und Bürgermeisters Johann Müller. Aus der Ehe Offerhaus-Roßkampf stammten vier Kinder:
- Maria Dorothea Helena Offerhaus
- Friedrich Ludolf Eberhard Offerhaus (* ca. 1730)
- Diedrich Johann Christian Offerhaus (* ca. 1735; † 1777)
- Sophie Eleonore von Offerhaus (* ca. 1738; † 1820) ⚭ Leopold Wilhelm von Klencke (1731–1800), kurhannoverscher General

Laut Max von Spießen wurde die Familie geadelt. Tatsächlich führten verschiedene Familienmitglieder das Adelsprädikat „von“. So zum Beispiel aus der letzten Offerhaus-Generation Sophia von Offerhaus (1737–1820). Neben ihrem Besitz in Soest hatte die Familie u. a. den Dicken-Hof zu Bösinghausen, ehemals Kreis Meschede.
Die Familie erlosch im Mannesstamm mit Diederich Johann Christian Offerhaus, der am 14. März 1777 verstarb. Die Letzte des Geschlechts war die o. g. Sophia von Offerhaus, die 1820 verstarb.

## Persönlichkeiten

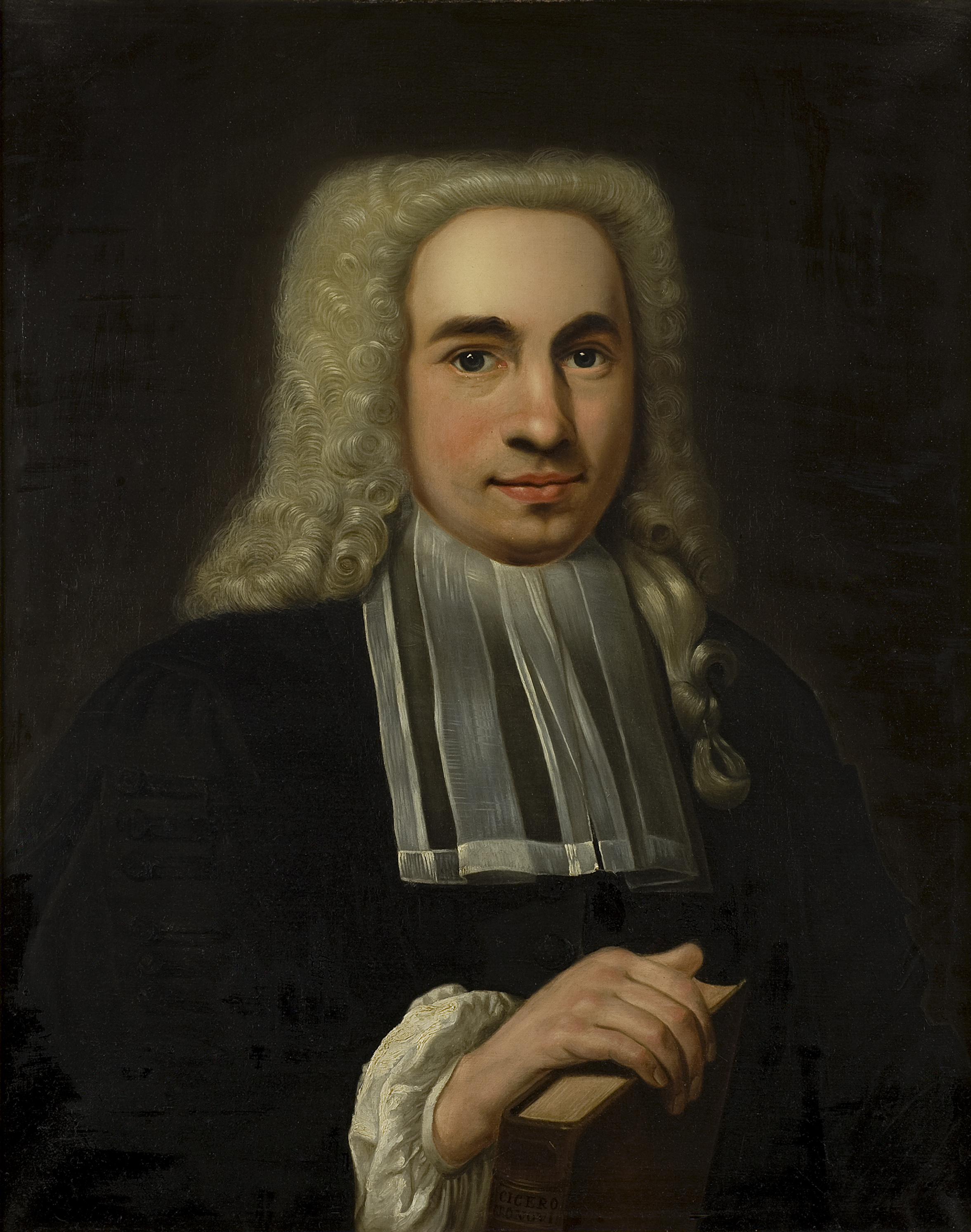
Leonard Offerhaus (1699–1779)

- Christian Gerhard Offerhaus (1674–1758), von 1697 bis 1701 Professor der Philosophie am Akademischen Gymnasium in Hamm
- Leonard Offerhaus (1699–1779), deutscher Historiker in den Niederlanden
- Johann Friedrich Offerhaus (1702–1770), vierfacher Soester Bürgermeister

## Wappen
Blasonierung: In Silber ein rotes Antoniuskreuz. Auf dem Helm mit rot-silbernen Helmdecken eine silberne und eines rote Straußenfeder.
Das Wappen stimmt vollständig mit dem Wappen der im 15. Jahrhundert ausgestorbenen Oberhaus überein. Das spricht dafür, dass die Offerhaus, vielleicht auch aufgrund der Namensähnlichkeit, das Oberhaus-Wappen später entweder verliehen bekommen oder selbst angenommen haben.